# Henry Jaeger

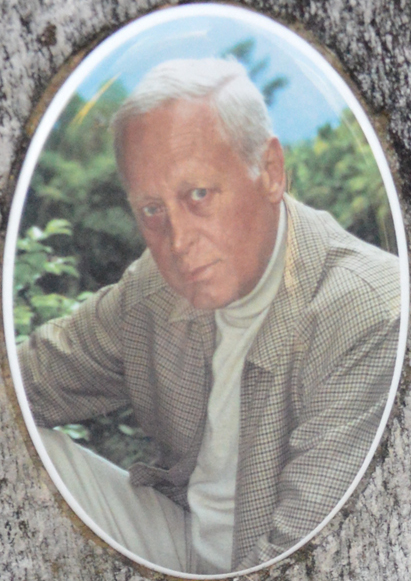

Henry Jaeger (* 29. Juni 1927 in Frankfurt-Bornheim als Karl-Heinz Jäger; † 4. Februar 2000 in Ascona) war ein deutscher Schriftsteller.

## Leben
Karl-Heinz Jäger wuchs in Frankfurt-Bornheim, Fechenheimer Straße auf. Sein Vater war Kupferschmied. Seine Mutter brachte aus unbekannter Beziehung ein Kind mit in die Ehe ein. Karl-Heinz Jägers Kindheit war geprägt von Auseinandersetzungen zwischen seinen Eltern. Der Vater verließ mitten Im Krieg die Familie. Mit den Nachbarskindern Horst und Willi Korbmacher verband ihn von Kindheit an eine enge Freundschaft.
1942 wurden alle zunächst als Flakhelfer an der Heimatfront, später zur Wehrmacht eingezogen. Karl-Heinz Jäger absolvierte nach eigenen Angaben eine Ausbildung zum Fallschirmjäger und wurde an der Westfront eingesetzt. Seine traumatischen Kriegserlebnisse hat er später mehrfach in seinen Büchern geschildert. Er geriet 1945 in britische Kriegsgefangenschaft.
Nach seiner Entlassung arbeitete er als Hilfskraft, später als Laborant bei der US Army in Frankfurt. Daneben besuchte er Abendkurse mit dem Ziel, nach der Reifeprüfung Medizin zu studieren. Auch erste Schreibversuche fallen in diese Zeit.
Die Zulassung zum angestrebten Medizinstudium wurde ihm verweigert. Infolge einer Auseinandersetzung verlor er seine Anstellung bei der Army. Mit Schwarzmarktgeschäften aller Art hielt sich Karl-Heinz Jäger über Wasser. Unter anderem betrieben er und die Korbmacher-Brüder ein illegales Taxiunternehmen im Frankfurter Bahnhofsviertel. Mehr und mehr kamen gezielte Einbrüche bei Reifen-, Pelz- und Büromaschinenhändlern dazu. In den 1950er Jahren war er Anführer der „Jäger-Bande“, die sich auf Raubüberfälle und Einbrüche spezialisiert hatte und auf Bestellung arbeitete. Zum Kern der Bande gehörten neben Jäger die beiden Korbmacher-Brüder und Fred Holland-Nell. Bei ihren Beutezügen benutzten sie meistens bis auf eine scharfe Pistole ausschließlich Holzattrapen aber es kamen auch Maschinenpistolen zum Einsatz. Eine genaue Vorbereitung, die blitzschnelle Durchführung und die sorgfältige Absicherung mit Zeugen und Alibis ließ die Bande immer wieder durch die Fänge der Justiz schlüpfen und brachte ihnen später den Titel der „raffiniertesten und trickreichsten Bande der Bundesrepublik“ ein. Im Dezember 1954 überfielen sie die Rentenzahlstelle der Bundespost im Oederweg in Frankfurt. Dieser Überfall führte zu einem massiven Vorgehen der Polizeibehörden gegen das Bandenunwesen. Zur Ergreifung der Täter wurde eine Belohnung von 11.000 D-Mark ausgesetzt, die bis dahin höchste Summe in der jungen BRD. In einer spektakulären Aktion im Mai 1955 wurden Karl-Heinz Jaeger, die Korbmacher-Brüder, Holland-Nell und weitere Personen aus ihrem Umfeld verhaftet. Gegen sie lagen Beweise zu mehr als 70 Einbrüchen und Überfällen vor. Der Prozess gegen die Jäger-Bande fand unter großem öffentlichen Interesse in Mannheim statt und endete im September 1956 mit Haftstrafen von je zwölf Jahren Zuchthaus.
Jägers Revision, die er mit seiner literarischen Ader begründete, wurde abgewiesen. Er verbüßte seine Strafe anfangs im Zuchthaus Bruchsal und ab 1957 im Zuchthaus Freiburg (Breisgau). Die strengen Auflagen wie Einzelhaft, ein Lese- und Schreibverbot, Schweigehof führten bald zu einer psychischen Krise. Um dem drohenden Wahnsinn zu entgehen, begann Jäger heimlich einen Roman zu schreiben, auf das Toilettenpapier seiner Zelle, mit einem eingeschmuggelten Bleistiftstummel. Lediglich den Anstaltsgeistlichen zog Jäger ins Vertrauen. Er schleuste die Seiten nach draußen und fand schließlich mit Kurt Desch einen namhaften Verleger für das Buch. Der Roman erschien 1962 unter dem Titel Die Festung (unter dem Namen Henry Jaeger) und wurde ein sensationeller Erfolg. Jaeger begann noch im Zuchthaus, inzwischen mit Erlaubnis der Gefängnisleitung, sein zweites Buch, Die Rebellion der Verlorenen. Ein Gnadengesuch führte 1963 zur vorzeitigen Entlassung. Die Reststrafe wurde unter Auflagen zur Bewährung ausgesetzt.
Er leistete ein Volontariat bei der Frankfurter Rundschau ab und war anschließend vorrangig als Lokalredakteur bei dieser Zeitung tätig. Er verfasste zudem große Reportagen über Josephine Baker, Bill Haley, Jacob Astor und andere Persönlichkeiten der Zeit. 1964 wurde sein erster Roman unter dem Titel Verdammt zur Sünde von Alfred Weidenmann verfilmt. In den Hauptrollen sind u. a. Martin Held und Hildegard Knef zu sehen. Bei der Frankfurter Rundschau lernt Jaeger seine spätere Frau Elke kennen. Sie ist die Tochter eines Landgerichtsdirektors. Die Eheschließung des Ex-Zuchthäuslers mit der Tochter eines Richters fand unter großer medialer Begleitung in Frankfurt statt. 1964 erscheint Jaegers dritter Roman „Die bestrafte Zeit“, der zu einer öffentlichen Diskussion über den Strafvollzug führte. Jaeger hat mit ihr einen gemeinsamen Sohn.

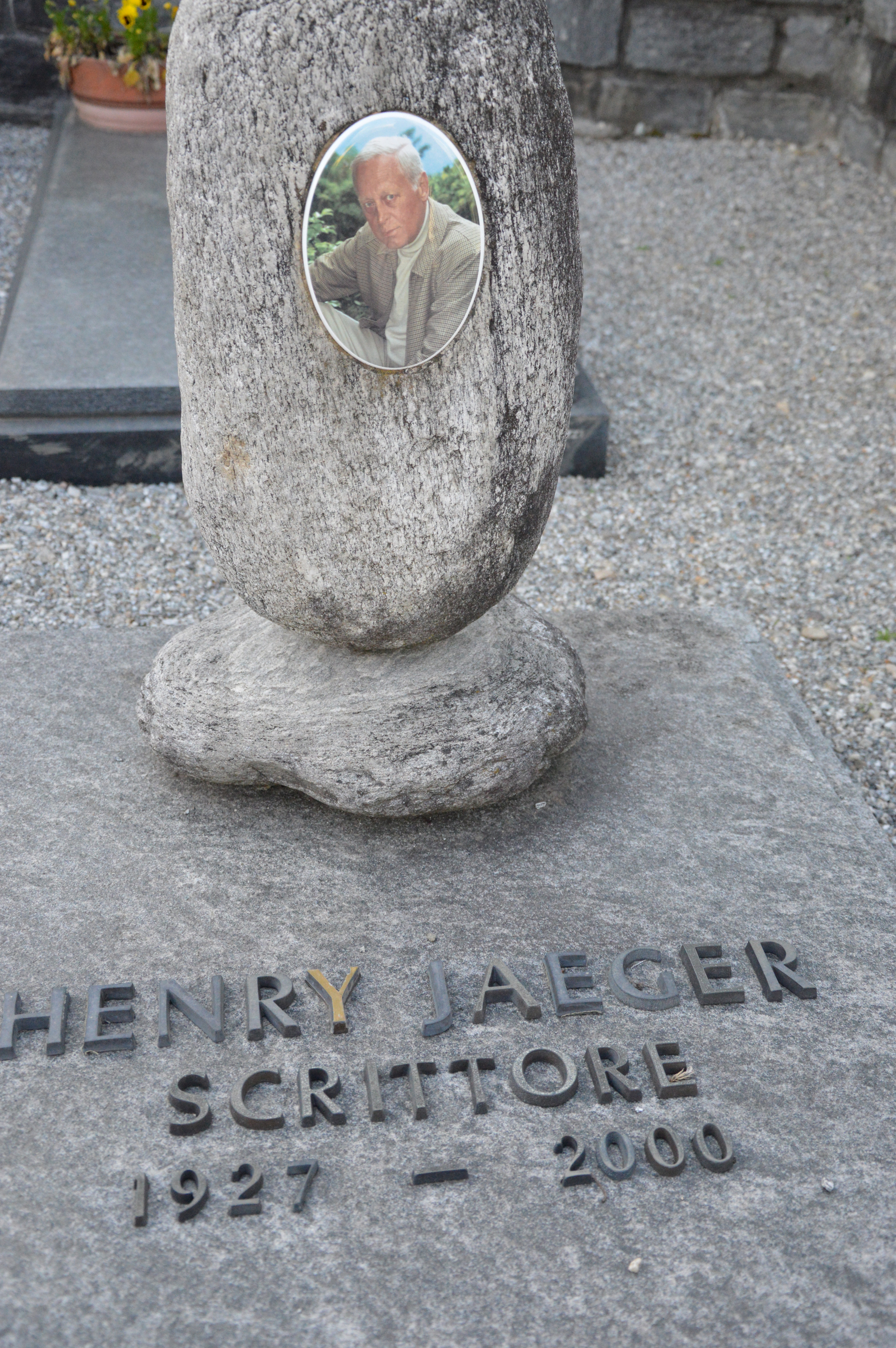
Grab Henry Jaeger in Ascona

Ab 1965 lebte Henry Jaeger als freier Schriftsteller in der Schweiz. Erich-Maria Remarque, den er 1962 auf der Frankfurter Buchmesse kennengelernt hatte, führte ihn in die Künstlerkolonie von Ascona ein. Mit Remarque verband ihn bis zu dessen Tod eine tiefe Freundschaft. In Ascona gehörte Jaeger einer Gruppe vorrangig deutscher Künstler, Sänger und Literaten an. Zu ihr zählten u. a. Otto Bachmann, Will Berthold, Hans Habe, Horst Lemke und Helmut Zacharias. Das Leben innerhalb der Künstlerkolonie hat Jaeger später in seinem Roman „Der Club“ porträtiert. Mitte der siebziger Jahre erlitt Jaeger einen Schlaganfall. Es wurde ein Aneurysma im Gehirn diagnostiziert. Trotz geringer Erfolgsaussichten gelang der Eingriff, allerdings war Jaeger über Monate nicht in der Lage zu sprechen oder zu schreiben. In seinem Werk stellte die Erkrankung eine klare Zäsur dar. Ab den späten 1970er Jahren waren seine Romane für den Unterhaltungssektor geschrieben und zum Teil als Fortsetzungen für Zeitschriften konzipiert.
Auf Grund anhaltender Alkoholexzesse zerbrach die Ehe Anfang der 1980er Jahre. Auch sein schriftstellerisches Arbeiten kam mehr und mehr ins Stocken und schließlich komplett zum Erliegen. Die letzten Monate vor seinem Tod verbrachte Jaeger im Armenhospiz. Die Gemeinde Ascona stiftete ihm sein Grab und die Beerdigung.

## Rezeption
Henry Jaegers frühe Romane werden von der Literaturkritik als kenntnisreiche und literarisch gelungene Schilderungen des Milieus der Benachteiligten, Gescheiterten und Außenseiter der bundesrepublikanischen Gesellschaft der Fünfzigerjahre gelobt.
Im Spiegel schrieb Robert Neumann 1963: „Ein Kaspar Hauser unserer gegenwärtigen Literatur. Woher kommt dieser Mann?“ Sybil Gräfin Schönfeldt schrieb zu seinem zweiten Buch „Rebellion der Verlorenen“: „...vermutlich wird keiner leugnen, dass er sich hier als erstklassiger Erzähler bestätigt hat. Sein Roman besitzt eine handfeste Fabel, eine beklemmend überzeugende Atmosphäre und alle Vorteile der konventionell geschlossenen Form.“ In der WELT schrieb Hans Liepmann über „Die Festung“: „...es ist ein Buch, an der oberen Grenze guter Unterhaltung, etwas, das es in Deutschland sehr selten gibt.“
Hatte seine Lebensgeschichte zunächst viel zu seiner Popularität beigetragen, wurde sie Jaeger schon bald zur Last. In einem Radiointerview 1963 sagt er: „Meine sogenannte Zuchthausstory scheint mir in den letzten Tagen etwas zu sehr in den Vordergrund zu rücken. Ich habe versucht, Kunst zu schreiben. Sind meine Bücher gut, soll man sie anerkennen. Sind meine Bücher schlecht, soll man sie verwerfen. Ich und meine Vergangenheit sind in Bezug auf meine Bücher gar nicht so wichtig.“
Später warf man ihm vor, nur noch Trivialliteratur für den Massengeschmack zu produzieren. Zwar konzipierte Jaeger eine Reihe seiner Bücher für den Abdruck in Illustrierten, allerdings blieb auch der Erfolgsautor seiner liberalen und pazifistischen Gesinnung treu, und auch seine späten Werke weisen noch sozialkritische Elemente auf.

## Werke (Auswahl)

### Erzählungen
- Jeden Tag Geburtstag. Heyne, München 1982, ISBN 3-453-01583-5 (EA München 1966).
- Der Drehorgelmann. Erzählung (Die kleinen Bücher der Arche; Bd. 510/511). Verlag die Arche, Zürich 1970.
- Moses schießt ein Eigentor. Krimis zum Totlachen. Heyne, München 1978, ISBN 3-453-00858-8 (zusammen mit Elke Jaeger).
- Zwölfmal Liebe. Erotische Erzählungen. Heyne, München 1979, ISBN 3-453-00938-X.
- Der Nachtportier oder Die Rache des Stellvertreters (Bücherei „Der Rüsselspringer“; Bd. 17). Brennglas-Verlag, Niddatal 1987, ISBN 3-924243-19-0.

### Romane
- Die Festung. B3 Verlag, Frankfurt/M. 2012, ISBN 978-3-943758-00-9 (EA München 1962).
- Rebellion der Verlorenen. Heyne, München 1981, ISBN 3-453-01419-7 (EA München 1963; 1969 mit Rebellion der Verlorenen verfilmt).
- Die bestrafte Zeit. Herbig, München 1987, ISBN 3-7766-1502-8 (EA München 1964).
- Das Freudenhaus. B3 Verlag, Frankfurt/M. 2013, ISBN 978-3-943758-03-0 (EA München 1966).
- Der Club. Droemer Knaur, München 1981, ISBN 3-426-00259-0 (EA Zürich 1969).
- Die Schwestern. Heyne, München 1982, ISBN 3-453-00363-2 (EA Hamburg 1971).
- Jakob auf der Leiter. Heyne, München 1981, ISBN 3-453-00627-5 (EA München 1973).
- Nachruf auf ein Dutzend Gauner. Heyne, München 1982, ISBN 3-453-01250-X (EA München 1975).
- Hellseher wider Willen. Langen Müller, München 1983, ISBN 3-7844-1791-4 (EA München 1977).
- Mensch, Gustav. Heyne, München 1977, ISBN 3-453-00705-0.
- Unter Anklage. Ullstein, Frankfurt/M. 1996, ISBN 3-548-23875-0 (EA München 1977)
- Der Tod eines Boxers. Heyne, München 1978, ISBN 3-453-00811-1.
- Ein Mann für eine Stunde. Heyne, München 1984, ISBN 3-453-01299-2 (EA München 1979).
- Die Menschen nennen es Liebe. Ullstein, Frankfurt/M. 1996, ISBN 3-548-23887-4 (EA München 1980).
- Onkel Kalibans Erben. Moewig, München 1981, ISBN 3-8118-2120-2.
- Amoklauf. Knaur, München 1985, ISBN 3-426-01359-2 (EA Ascona 1982).
- Auch Mörder haben kleine Schwächen. Droemer Knaur, München 1983, ISBN 3-426-01039-9.
- Kein Erbarmen mit den Männern. Herbig, München 1986, ISBN 3-7766-1416-1.
- Glückauf, Kumpel, oder Der große Beschiß. Harmonia-Verlag, Ascona 1988.
- Der Sieger oder Weit ist der Weg nach Marathon. Ascona-Presse, Ascona 1993 (Illustriert von Alban Welti).
- Schnee. Herbig, München 1995, ISBN 3-7766-1905-8.

### Gesammelte Werke
- Unter Anklage. Dt. Bücherbund, Stuttgart 1980 (Inhalt: Unter Anklage – Mensch, Gustav – Tod eines Boxers).
- Ein Mann für eine Stunde. Droemer Knaur, München 1979, ISBN 3-426-01698-2 (Inhalt: Ein Mann für eine Stunde – Das Freudenhaus – Die Festung).

## Filme
- Alfred Weidenmann (Regie): Verdammt zur Sünde. 1964 (nach dem Roman Die Festung).
- Rolf Hädrich (Regie): Zuchthaus. 1967 (nach dem Roman Die bestrafte Zeit).
- Alfred Weidenmann (Regie): Das Freudenhaus. 1971.
- Theodor Kotulla (Regie). Tod auf Halde. 1995 (frei nach dem Roman Glückauf, Kumpel, oder Der große Beschiß).
- Fritz Umgelter (Regie): Rebellion der Verlorenen. 1969

Porträt
- Dietrich Wagner: Ein Gangster schreibt sich frei. Die abenteuerliche Geschichte des Henry Jäger. Hessischer Rundfunk, Frankfurt/Main 1999 (44 Min.).
- Maintower: Henry Jaeger, 1999, hr-fernsehen, Frankfurt/Maim 2019 (4 Min.).